# Kościół Stygmatów św. Franciszka z Asyżu w Koszarawie Bystrej
Kościół i klasztor pod wezwaniem Stygmatów św. Franciszka z Asyżu – klasztor franciszkanów, wchodzący w skład prowincji Wniebowzięcia NMP Zakonu Braci Mniejszych w Polsce, na terenie diecezji bielsko-żywieckiej, w Koszarawie Bystrej na terenie gminy Koszarawa, w powiecie żywieckim, w województwie śląskim.

## Historia
Placówka powstała w 1985 r. jako samodzielny wikariat na terenie ówczesnej archidiecezji krakowskiej przez kard. Franciszka Macharskiego. Parafię erygowano w 1989 r. pod wezwaniem Stygmatów św. Franciszka. Pierwotnie kult sprawowano w prowizorycznej kaplicy. Dom zakonny erygowano w 1995 r. Obecny obiekt został zbudowany w latach 1993-2005. Poświęcenia kościoła dokonał biskup Tadeusz Rakoczy.

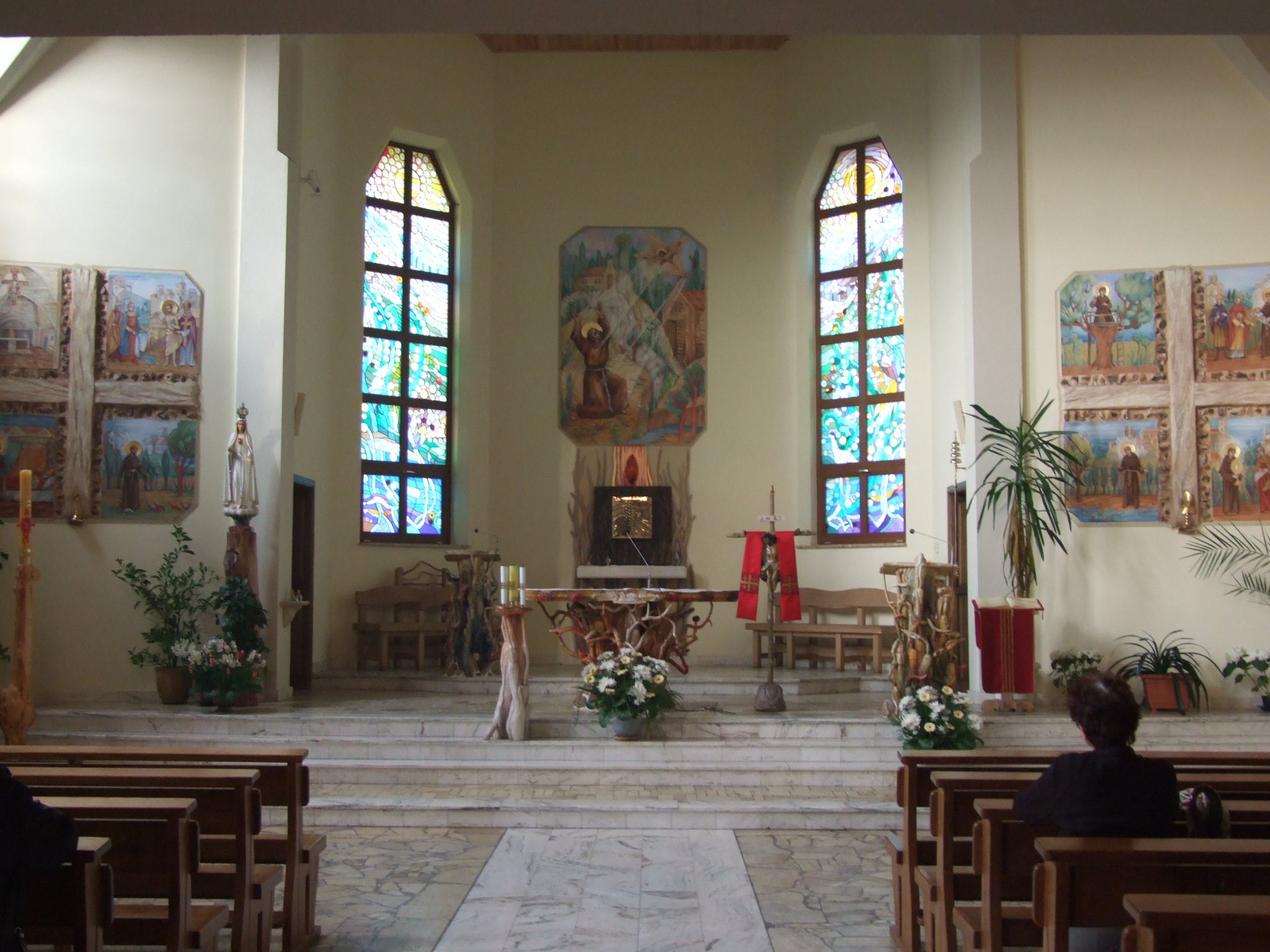
Wnętrze świątyni

Przy klasztorze istnieje Parafia Stygmatów św. Franciszka z Asyżu w Koszarawie Bystrej

## Przełożeni[3]
- o. Cyryl Czarnojan – rezydent (1985–1993)
- o. Hadrian Beck – rezydent (1993–1995)
- o. Hadrian Beck – gwardian (1995–1998)
- o. Natan Kansy – gwardian (1998–2004)
- o. Teofil Lukas – gwardian (2004–2007)
- o. Piotr Mędrak – gwardian (2007–2013)
- o. Anioł Zieliński – gwardian (2013–2022)
- o. Tytus Boguszyński – gwardian (od 2022)

## Proboszczowie
- o. Cyryl Czarnojan (1989–1993)
- o. Hadrian Beck (1993–1998)
- o. Teofil Lukas (1998–2007)
- o. Juwencjusz Knosala (2007–2008)
- o. Anioł Zieliński (2008–2022)
- o. Tytus Boguszyński (od 2022)